# 大北仓库
大北仓库（Great Northern Warehouse）是英国曼彻斯特市中心的一座历史建筑，位于丁斯盖特与彼得街转角，原为大北铁路公司的货仓，1999年翻新成为休闲场所，包括AMC电影院、赌场、餐厅、球场、酒吧等。1974年列为II* 级登录建筑。
该建筑为矩形平面，长267英尺，宽217英尺，高五层，东西两侧有27扇窗户，南北两侧有17扇窗户，四面均写有“大北铁路公司货仓”字样。该仓库是曼彻斯特地区独有的铁路、运河、公路转运货仓。 